# Scott Yanow
Scott Yanow, né le 4 octobre 1954 dans le Bronx à New York, est un écrivain et journaliste américain de jazz. Il est en particulier connu pour sa participation au guide musical AllMusic et ses nombreuses critiques d'albums.

## Biographie
Scott Yanow naît dans le quartier du Bronx à New York. Il découvre le jazz vers 15 ans, en particulier le style dixieland à travers le film The Five Pennies paru en 1959 et qui fait apparaître des musiciens tels que Danny Kaye, Bob Crosby et Louis Armstrong. Adolescent sa discographie est principalement réduite aux albums de dixieland et de swing, jusqu'au jour où il découvre quelques enregistrements du saxophoniste Charlie Parker, qui lui permettent d'appréhender un peu plus tard d'autres styles comme le free jazz, jazz fusion au jazz moderne.
Après des études en comptabilité effectuées à l'université de San Francisco, Yanow devient rédacteur de jazz pour le magazine musical Record Review jusqu'à sa disparition en 1984. Une première expérience intéressante qui lui donne envie de poursuivre dans la rédaction d'ouvrages de jazz. Il participe activement à la rédaction de biographies et commente des centaines d'albums pour All Music Guide For Jazz dont il devient l'un des principaux rédacteurs dans le domaine du jazz. Il rédige aussi pour des émissions de radio, en particulier Riverwalk Jazz avec l'orchestre du cornettiste Jim Cullum. Au cours de sa carrière de journaliste et d'historien du jazz, Yanow a participé à la rédaction de nombreux articles dans les principaux magazines du domaine comme Down Beat, Cadence Magazine, JazzTimes, Jazziz, the Mississippi Rag ... et des journaux comme le Los Angeles Times, Los Angeles Jazz Scene ... Il a rédigé de nombreux liner notes pour plusieurs labels (par exemple Storyville Records, Naxos, Pablo Records, Enja, Candid Records, JVC, Concord Records) ainsi qu'une dizaine d'ouvrages sur le jazz.

## Ouvrages publiés
- 2008 : Scott Yanow, The Jazz Singers : The Ultimate Guide, Backbeat Books, 2008, 314 p. (ISBN 978-0-87930-825-4).
- 2005 : (en) Scott Yanow, Jazz : A Regional Exploration, Westport (Connecticut), Greenwood Publishing Group, 2005, 287 p. (ISBN 978-0-313-32871-8, lire en ligne).
- 2004 : (en) Scott Yanow, Jazz on film : the complete story of the musicians & music onscreen, San Francisco, CA, Backbeat Books, 2004, 314 p. (ISBN 978-0-87930-783-7).
- 2003 : Scott Yanow, Jazz on Record : The First Sixty Years, Backbeat Books, 2003, 858 p. (ISBN 978-0-87930-755-4).
- 2001 : Scott Yanow, The Trumpet Kings : The Players who Shaped the Sound of Jazz Trumpet, Backbeat Books, 2001, 423 p. (ISBN 978-0-87930-640-3).
- 2001 : Scott Yanow, Classic Jazz, Backbeat Books, 2001, 298 p. (ISBN 978-0-87930-659-5).
- 2000 : Scott Yanow, Afro-Cuban Jazz, Miller Freeman Books, 2000, 212 p. (ISBN 978-0-87930-619-9).
- 2000 : (en) Scott Yanow, Bebop, San Francisco Calif., Miller Freeman Books, 2000, 391 p. (ISBN 978-0-87930-608-3).
- 2000 : Scott Yanow, Swing : The Essential Listening Companion, Backbeat Books, 2000, 320 p. (ISBN 978-0-87930-600-7).
- 1999 : Scott Yanow et Billy Taylor, Duke Ellington, Diane Publishing Company, 1999, 120 p. (ISBN 978-0-7567-8128-6).